# ラ・シャペル＝サン＝ソヴール (ロワール＝アトランティック県)
ラ・シャペル＝サン＝ソヴール （La Chapelle-Saint-Sauveur）は、フランス、ペイ・ド・ラ・ロワール地域圏、ロワール＝アトランティック県にかつて存在したコミューン。
この農村のコミューンは、フランス革命前夜に教区として誕生した。ラ・シャペル＝サン＝ソヴールは、ブルターニュとアンジューの境である、マルシュ・ド・ブルターニュ地方（fr）に位置している。19世紀から20世紀初頭までの間石炭採掘が行われ、地元の農業活動と競い合った。1870年代以降人口が減少し続け、1世紀後に減少は止まった。コミューンは21世紀初頭から人口増加を取り戻している。
2016年1月1日、ラ・ルクシエール、ベリニェ、ヴァラドと合併し、コミューン・ヌーヴェル（fr）であるロワロクサンスとなった。

## 地理

県におけるラ・シャペル＝サン＝ソヴールの位置

ラ・シャペル＝サン＝ソヴールは直線距離でアンスニの東17km、アンジェの西32km、ナントの東50kmのところにある。周囲のコミューンは、同じ県ではベリニェ、ヴァラド、モントルレ、ル・フレンヌ＝シュル＝ロワール、メーヌ＝エ＝ロワール県ではサン・シジスモンである。
ラ・シャペル＝サン＝ソヴールはアルモリカ山塊の東端に位置している。町の地形はかなり平坦である。いくつかの小さな川がコミューンを流れている。

## 由来
1767年まで、この土地はモントルレ教区の一部だった。この頃、地元の礼拝堂は、聖なる救世主・ナザレのイエスに捧げられた。この礼拝堂が教区教会となった。1793年にこの教区から誕生したコミューンは、ラ・シャペル＝サン＝ソヴールの名を採用したのである。
ガロ語ではLa Chapèll-Saent-Sauvoerである。
フランス革命時代は、Loréoleとよばれた。

## 歴史
中世以前にコミューンの土地を占拠していた人の痕跡は見つかっていない。周辺の地域は、9世紀にブルトン人支配下に入る前には、ケルト人やガロ＝ローマ人が移住していた。ラ・シャペル＝サン＝ソヴールの領域はまた、非常にアンジューの影響を受けていた。
1196年にヴァラド領主アンドレが記した寄進状により、モントルレの礼拝堂の存在が証明されている（サン・ソヴール礼拝堂の古い名）。その後モントルレ教区に依存するようになった。領域は、ブルターニュ公国と同様、1532年にフランスに併合された。
17世紀には、ボルドー司教座のドル修道院がその責任を負っていた。1767年、ラ・シャペル＝サン＝ソヴールは同じ名の教区となった。
19世紀初頭のコミューンは、ムゼイユ・モントルレ炭鉱会社が操業する炭鉱とともに、経済および人口の沸騰を経験した。20世紀初頭にこれらの炭鉱が閉鎖されると、コミューン経済は全面的に農業に寄るようになった。少なくとも2世紀にわたって、コミューンには製粉所があった。この田舎町で観察されていた人口統計減少は1980年代に停止し、その後21世紀初頭に増加に転じた。

## 人口統計
| 1962年 | 1968年 | 1975年 | 1982年 | 1990年 | 1999年 | 2006年 | 2012年 |
| ------ | ------ | ------ | ------ | ------ | ------ | ------ | ------ |
| 684    | 664    | 617    | 596    | 618    | 627    | 727    | 794    |

source=1999年までLdh/EHESS/Cassini、2004年以降INSEE

## 史跡

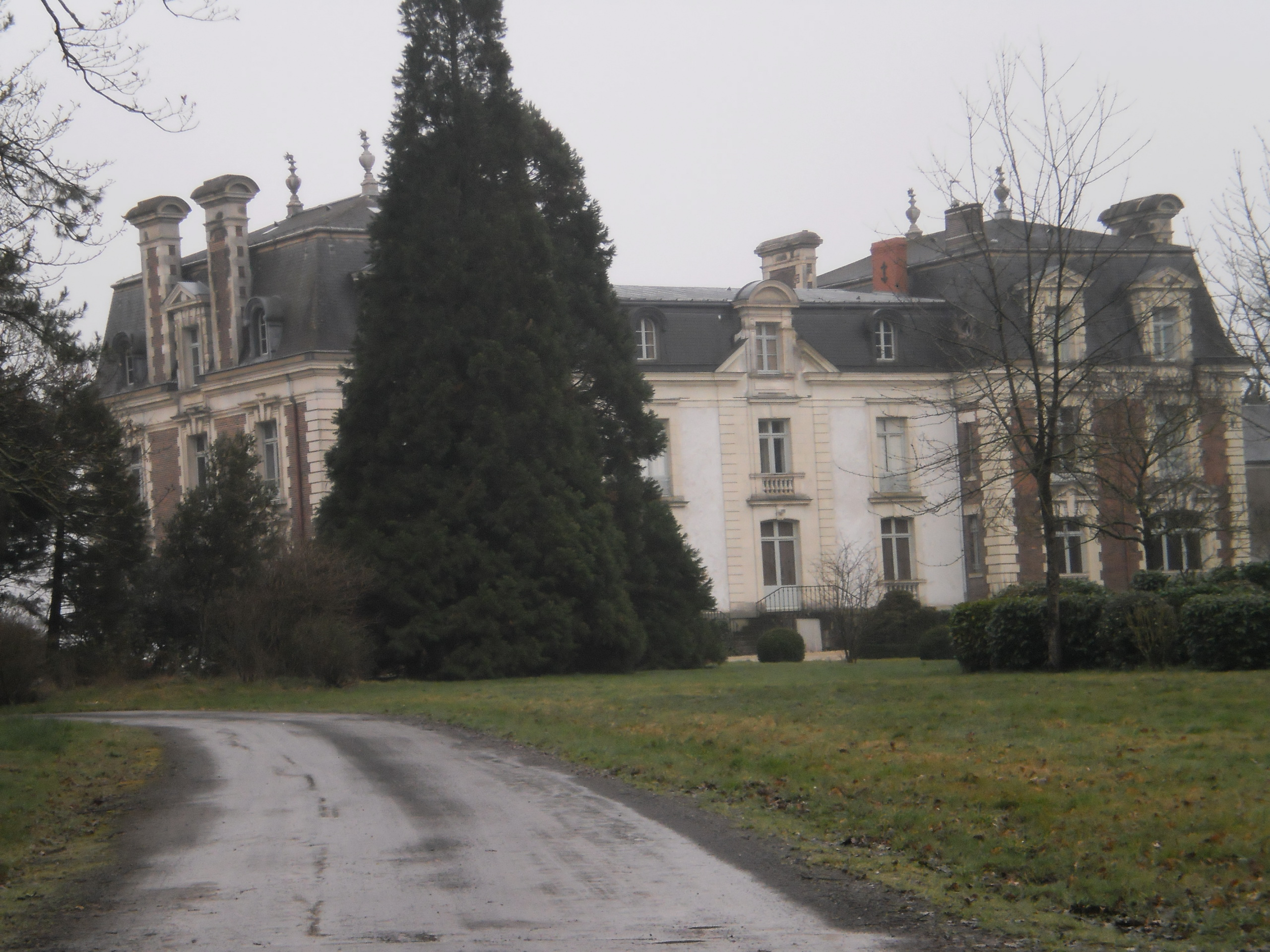
ジャイレール城

バス・ジャイレール城は、4つの塔を持つ防衛機能を備えた城である。フランス革命時期に起きたヴァンデ戦争のガレルヌの彷徨（fr）で、おそらく燃やされてしまった。その後所有者のルベル氏によって行われた建物修復は不完全に終わり、それによって現在の外観となった。破壊された城に替わってルベル氏は1830年代からジャイレール城を建て、1870年代に移った。原型の建物はディレクトワール様式（fr、1795年から1803年までの間にはやった様式）であった。この場所は、1820年代に建てられたオレンジ園や、18世紀のものに触発された建物で構成されていた。1820年代に建てられたジャイレール礼拝堂も、ネオ・ロマネスク様式のレンガ建築である。
トランフィギュラシオン教会は1870年代に建てられた。建物北側のわずかな部分、翼廊の近くは古くの礼拝堂の要素を明らかにしている。